# Kalilauge
Kalilauge ist der Trivialname für eine stark alkalische, ätzende, wässrige Lösung von Kaliumhydroxid. Konzentrierte Kalilauge ätzt in geringem Maße Glas. Die Dichte einer 50%igen Lösung beträgt bei 15 °C 1,539 g/cm3.

## Herstellung und Transport
Technische Kalilauge enthält etwa 50 % Kaliumhydroxid und wird durch Elektrolyse (Chloralkali-Elektrolyse) von Kaliumchlorid-Lösungen hergestellt. Transportiert wird technische Kalilauge meist in Eisenfässern oder Kesselwagen.

## Verwendung
Große Mengen Kalilauge werden in der chemischen Industrie zur Herstellung von Kaliumseife und Farbstoffen verbraucht.
Eine wichtige Anwendung ist der Einsatz als Elektrolyt  (meist 20%ige Lösung) in nicht verschlossenen Nickel-Cadmium-Akkumulatoren oder Nickel-Eisen-Akkumulatoren für stationäre und mobile Anwendungen (z. B. USV, Notbeleuchtung, Elektrofahrzeuge usw.).
Wie andere Laugen auch, neutralisiert Kalilauge Säuren aller Art, wobei jeweils Kaliumsalze entstehen. Beispielsweise reagiert Kaliumhydroxid (KOH) mit Salzsäure (HCl aq) zu Wasser und Kaliumchlorid. Wegen ihres höheren Preises wird Kalilauge zur Abwasserneutralisation jedoch in geringerem Ausmaß eingesetzt als Natronlauge.
Mit Kalilauge lässt sich im Labor Kohlenstoffdioxid aus Gasgemischen entfernen, da es mit dem gelösten Kaliumhydroxid zu Kaliumcarbonat reagiert:
{\displaystyle \mathrm {2\,KOH_{(aq)}+CO_{2\,(g)}\rightarrow K_{2}CO_{3\,(aq)}+H_{2}O_{(l)}} }
(aq = Wässrige Lösung)

## Gehaltsbestimmung
Der Kaliumhydroxid-Gehalt von Kalilauge kann durch Titration mit einer Säure unter Verwendung von Methylorange als Indikator oder durch Messung der Dichte, sowie durch Potentiometrie bestimmt werden.